# 장서로 (서천군)
장서로(Jangseo-ro)는 충청남도 서천군 장항읍 물양장사거리에서 서천군 서천읍 서천오거리를 잇는 도로이다

## 주요 경유지
충청남도
- 서천군 (장항읍 . 마서면 . 서천읍)

## 노선
| 이름          | 접속 노선                        | 소재지 | 소재지 | 비고 |
| ------------- | -------------------------------- | ------ | ------ | ---- |
| 물양장사거리  | 국가지원지방도 제68호선 (장서로) | 서천군 | 장항읍 |      |
| 대치사거리    | 장항산단로                       | 서천군 | 마서면 |      |
| 계동삼거리    | 마서로                           | 서천군 | 마서면 |      |
| 계동사거리    | 삼산길                           | 서천군 | 마서면 |      |
| 서천오거리    | 충절로 서문로                    | 서천군 | 장항읍 |      |
| 서천로와 직결 |                                  |        |        |      |

## 주요 시설및 건물
- 장항선 우편취급국 (충청남도 서천군 장항읍 장서로 38)
- 새마을금고 서천군 새마을금고 본점 (충청남도 서천군 장항읍 장서로 39-1)
- 세븐일레븐 장항행복점 (충청남도 서천군 장항읍 장서로 48)
- 국립수산물 관리원 장항지원 (충청남도 서천군 장항읍 장서로 59)
- CU 장항팰리스점 (충청남도 서천군 장항읍 장서로 64-1)
- 현대자동차 블루핸즈 성일자동차 공업사 (충청남도 서천군 장항읍 장서로 68)
- SK에너지 중앙주유소 (충청남도 서천군 장항읍 장서로 117)
- 현대자동차 장항대리점 (충청남도 서천군 장항읍 장서로 206)
- 경동택배 충남서천 장항성주 503영업소  (충청남도 서천군 장항읍 장서로 212)
- E1 대영LPG 충전소 (충청남도 서천군 장항읍 장서로 230)
- HD현대오일뱅크 신우주유소 (충청남도 서천군 마서면 장서로 427)
- 마서면행정복지센터 (충청남도 서천군 마서면 장서로 685)
- 마서파출소 (충청남도 서천군 마서면 장서로 691)
- 마서우체국 (충청남도 서천군 마서면 장서로 695-4)
- GS칼텍스 서천LPG충전소 (충청남도 서천군 마서면 장서로 750)